# Aire d'attraction de Delle (partie française)
L'aire d'attraction de Delle (partie française) est un zonage d'étude défini par l'Insee pour caractériser l’influence de la commune de Delle sur les communes environnantes. Publiée en octobre 2020, elle se substitue à l'aire urbaine de Delle, qui comportait 3 communes dans le zonage de 2010.

## Définition
L'aire d'attraction d'une ville est composée d’un pôle, défini à partir de critères de population et d’emploi ainsi que d’une couronne constituée des communes dont au moins 15 % des actifs travaillent dans le pôle. Le pôle d’attraction constitue ainsi un point de convergence des déplacements domicile-travail,.

## Géographie
L’aire d'attraction de Delle (partie française) est une aire intra-départementale qui comporte 8 communes dans le Territoire de Belfort. 

### Carte

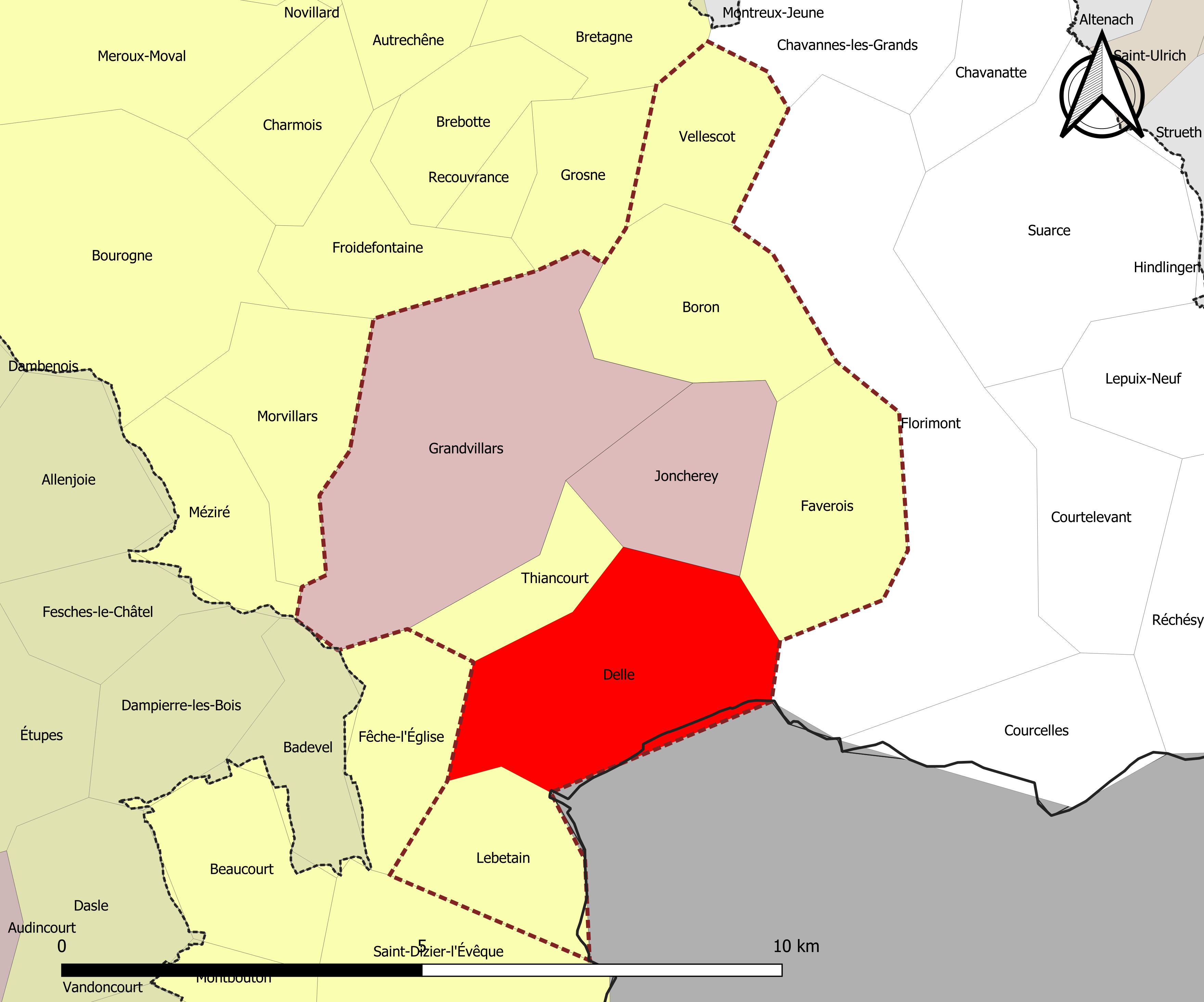
Carte de l'aire d'attraction de Delle (partie française).
Commune-centre
Commune du pôle principal
Commune de la couronne

### Composition communale
| Nom                    | Code Insee | Département           | Statut                    | Superficie (km2) | Population (dernière pop. légale) | Densité (hab./km2) | Modifier                                    |
| ---------------------- | ---------- | --------------------- | ------------------------- | ---------------- | --------------------------------- | ------------------ | ------------------------------------------- |
| Delle (commune-centre) | 90033      | Territoire de Belfort | commune-centre            | 9,20             | 5 677 (2022)                      | 617                | modifier les données · modifier les données |
| Grandvillars           | 90053      | Territoire de Belfort | commune du pôle principal | 15,17            | 2 963 (2022)                      | 195                | modifier les données · modifier les données |
| Joncherey              | 90056      | Territoire de Belfort | commune du pôle principal | 5,18             | 1 439 (2022)                      | 278                | modifier les données · modifier les données |
| Boron                  | 90014      | Territoire de Belfort | commune de la couronne    | 6,05             | 490 (2022)                        | 81                 | modifier les données · modifier les données |
| Faverois               | 90043      | Territoire de Belfort | commune de la couronne    | 6,50             | 592 (2022)                        | 91                 | modifier les données · modifier les données |
| Lebetain               | 90063      | Territoire de Belfort | commune de la couronne    | 4,84             | 419 (2022)                        | 87                 | modifier les données · modifier les données |
| Thiancourt             | 90096      | Territoire de Belfort | commune de la couronne    | 2,67             | 281 (2022)                        | 105                | modifier les données · modifier les données |
| Vellescot              | 90101      | Territoire de Belfort | commune de la couronne    | 3,55             | 250 (2022)                        | 70                 | modifier les données · modifier les données |

## Démographie
Cette aire est catégorisée dans les aires de moins de 50 000 habitants, une catégorie qui regroupe 12,2 % de la population au niveau national.